# Kråkeredssjön
Kråkeredssjön är en sjö i Borås kommun i Västergötland och ingår i Viskans huvudavrinningsområde. Sjön är 8 meter djup, har en yta på 0,028 kvadratkilometer och är belägen 151 meter över havet.